# Hyperkub

En hyperkub med 4 dimensioner

En hyperkub är en kub av godtycklig dimension högre än 3 (eller ofta bara en fyrdimensionell kub som även kallas tesserakt). Med "kub" menas här en generalisering av begreppet kub till att betyda en n-dimensionell figur där alla kanter är lika långa, och där vinkeln mellan två godtyckliga sidor eller kanter är 90°. Den "vanliga" kuben är då specialfallet där n = 3.
Då den direkta åskådligheten går förlorad arbetar man rent algebraiskt med teknik från analytisk geometri, varvid en punkt definieras av n koordinater. Ett plan (hyperplan) bestäms genom en linjär ekvation i koordinaterna o. s. v. Man har funnit en del överraskande resultat som inte har någon motsvarighet i lägre dimensioner, och detta antyder att generaliseringen inte är alldeles trivial. 
En {\displaystyle N}-dimensionell hyperkub har Schläfli-symbolen {\displaystyle \left\{4,3,...,3\right\}} med {\displaystyle N-2} treor.